# Registros Antiguos de Egipto
Registros Antiguos de Egipto Documentos históricos desde los primeros tiempos hasta la conquista persa es una recopilación de documentos históricos en cinco volúmenes realizado por el historiador y arqueólogo estadounidense James Henry Breasted (1865-1935) entre los años 1905 y 1906. La obra contiene tanto traducciones de textos en escritura jeroglífica como reproducciones de imágenes del Antiguo Egipto que fueran descubiertos hasta ese entonces. La recopilación abarca el periodo comprendido por los orígenes de la civilización egipcia hasta la conquista de la misma por parte del imperio persa.

## Historia
Publicada por The University of Chicago Press, Registros Antiguos de Egipto fue la segunda parte de tres series de transcripciones y traducciones de textos originales de la Antigüedad propuestas por William Rainey Harper (1856-1906). El objetivo de estas publicaciones era difundir documentos considerados herramientas valiosas para la enseñanza de las culturas que dieron origen a la civilización Occidental. Estaba inspirada en la compilación realizada por A. H. Sayce llamada Records of the Past publicada entre 1888 y 1890.
La primera parte de la serie concebida por Harper fue publicada en 1901. La misma contiene registros de Asiria y Babilonia en dos volúmenes; la segunda (Registros Antiguos de Egipto), fue publicada en cinco volúmenes en 1906 y la tercera serie (que hubiera sido editada por el mismo Harper) estuvo pensada para recopilar documentos sobre Palestina, Fenicia y Siria pero nunca llegó a publicarse.

## Contenido
La obra está dividida en cinco volúmenes:
1. Volumen I: contiene transcripciones y traducciones de documentos históricos egipcios desde la Dinastía I hasta la Dinastía XVII inclusive.[3]
2. Volumen II: Dinastía XVIII.[4]
3. Volumen III: Dinastía XIX.[5]
4. Volumen IV: de la Dinastía XX a la XXVI.[6]
5. Volumen V: contiene los índices alfabéticos correspondientes a los nombres (de dioses, templos, reyes, personas, etc.) que aparecen en los cuatro volúmenes anteriores.[7]